# Mickaël Nadé
Pour les articles homonymes, voir Nadé.
Mickaël Nadé né le 4 mars 1999 à Sarcelles en France, est un footballeur français qui évolue au poste de défenseur central à l'AS Saint-Étienne.

## Biographie

### Débuts à l'AS Saint-Étienne
Né à Sarcelles en France, Mickaël Nadé est formé par l'AS Saint-Étienne, qu'il rejoint en 2014 en provenance de l'AAS Sarcelles. Nadé joue son premier match en professionnel le 20 mai 2017, à l'occasion d'une rencontre de Ligue 1 face à l'AS Nancy-Lorraine. Son entraîneur Christophe Galtier lui donne sa chance en le titularisant directement. Les Verts s'inclinent toutefois sur le score de trois buts à un ce jour-là. Le 5 juillet 2017, il signe son premier contrat professionnel d'une durée de trois ans.

### Prêt à Quevilly-Rouen
Devenu un pilier de l'équipe réserve de l'AS Saint-Étienne mais en manque de temps de jeu avec l'équipe première, Nadé est prêté pour une saison à Quevilly-Rouen le 21 juillet 2020,. 
Nadé inscrit son premier but en professionnel avec Quevilly-Rouen, le 20 novembre 2020, lors d'une rencontre de championnat face au FC Bourg-Péronnas. Titulaire, il participe à la victoire de son équipe par deux buts à zéro.
S'imposant comme un titulaire, il participe à la montée du club en Ligue 2 et son entraîneur, Bruno Irles, souhaite le conserver pour la saison à venir en prolongeant son prêt mais l'ASSE compte cette fois sur lui.

### Retour à l'AS Saint-Étienne
De retour à l'AS Saint-Étienne lors de l'été 2021, son nouvel entraîneur Claude Puel le titularise d'entrée lors de la première journée de la saison 2021-2022, le 8 août 2021 face au FC Lorient (1-1 score final). Nadé signe une prestation solide, laissant entrevoir un avenir en défense centrale du côté des Verts. Il prolonge alors son contrat jusqu'en juin 2024 avec l'AS Saint-Étienne le 26 août 2021,. Il inscrit son premier but pour les Verts le 22 octobre 2021, lors d'une rencontre de championnat face au SCO Angers. Entré en jeu à la place de Harold Moukoudi après la mi-temps, Nadé inscrit le but égalisateur de la tête alors que son équipe était menée, et permet aux siens d'obtenir le point du match nul (2-2 score final),. Malgré le limogeage de Claude Puel en décembre 2021 en raison des mauvais résultats de l'équipe, Nadé garde sa place sous les ordres du nouvel entraîneur, Pascal Dupraz, étant notamment l'un des joueurs les plus utilisés par le coach haut-Savoyard. Il est par ailleurs le deuxième joueur du championnat à remporter le plus de duels derrière Aurélien Tchouaméni.
Malgré la relégation, Mickaël Nadé reste à Saint-Étienne et réalise une première saison en dent de scie avec 16 matchs de Ligue 2 disputé. Il joue 23 fois en championnat la saison suivante. Les verts remontent en Ligue 1 à l'issue de celle-ci. En fin de contrat en juin 2024, Nadé poursuit finalement l'aventure avec son club formateur en signant un nouveau contrat avec le club le 24 juillet 2024, étant désormais lié à l'ASSE jusqu'en juin 2028, avec une année supplémentaire en option,.
Le 2 novembre 2024, Nadé se fait remarquer en marquant son premier but de la saison contre le RC Strasbourg, en championnat. Il ouvre le score et participe ainsi à la victoire de son équipe par deux buts à zéro,.

## Statistiques

### En équipe réserve
| Saison                | Club                  | Championnat           | Championnat | Championnat | Championnat | Coupe(s) nationale(s) | Coupe(s) nationale(s) | Coupe(s) nationale(s) | Total | Total | Total |
| Saison                | Club                  | Division              | M.          | B.          | P.d.        | M.                    | B.                    | P.d.                  | M.    | B.    | P.d.  |
| 2018-2019             | AS Saint-Étienne rés. | National 2            | 16          | 0           | 0           | -                     | -                     | -                     | 16    | 0     | 0     |
| 2019-2020             | AS Saint-Étienne rés. | National 2            | 9           | 0           | 0           | -                     | -                     | -                     | 9     | 0     | 0     |
| 2022-2023             | AS Saint-Étienne rés. | National 3            | 1           | 0           | 0           | -                     | -                     | -                     | 1     | 0     | 0     |
| 2023-2024             | AS Saint-Étienne rés. | National 3            | 1           | 0           | 0           | -                     | -                     | -                     | 1     | 0     | 0     |
| 2024-2025             | AS Saint-Étienne rés. | National 3            | 1           | 0           | 0           | -                     | -                     | -                     | 1     | 0     | 0     |
| Total sur la carrière | Total sur la carrière | Total sur la carrière | 28          | 0           | 0           | -                     | -                     | -                     | 28    | 0     | 0     |

### En équipe première
| Saison                | Club                     | Championnat           | Championnat | Championnat | Championnat | Coupe(s) nationale(s) | Coupe(s) nationale(s) | Coupe(s) nationale(s) | Play-offs | Play-offs | Play-offs | Total | Total | Total |
| Saison                | Club                     | Division              | M.          | B.          | P.d.        | M.                    | B.                    | P.d.                  | M.        | B.        | P.d.      | M.    | B.    | P.d.  |
| 2016-2017             | AS Saint-Étienne         | Ligue 1               | 1           | 0           | 0           | -                     | -                     | -                     | -         | -         | -         | 1     | 0     | 0     |
| 2017-2018             | AS Saint-Étienne         | Ligue 1               | -           | -           | -           | -                     | -                     | -                     | -         | -         | -         | 0     | 0     | 0     |
| 2018-2019             | AS Saint-Étienne         | Ligue 1               | -           | -           | -           | -                     | -                     | -                     | -         | -         | -         | 0     | 0     | 0     |
| 2019-2020             | AS Saint-Étienne         | Ligue 1               | -           | -           | -           | -                     | -                     | -                     | -         | -         | -         | 0     | 0     | 0     |
| 2021-2022             | AS Saint-Étienne         | Ligue 1               | 30          | 1           | 0           | 3                     | 1                     | 0                     | 1         | 0         | 0         | 34    | 2     | 0     |
| 2022-2023             | AS Saint-Étienne         | Ligue 2               | 16          | 1           | 0           | -                     | -                     | -                     | -         | -         | -         | 16    | 1     | 0     |
| 2023-2024             | AS Saint-Étienne         | Ligue 2               | 23          | 2           | 1           | 2                     | 0                     | 0                     | 3         | 0         | 0         | 28    | 2     | 1     |
| 2024-2025             | AS Saint-Étienne         | Ligue 1               | 26          | 1           | 2           | -                     | -                     | -                     | -         | -         | -         | 26    | 1     | 2     |
| 2025-2026             | AS Saint-Étienne         | Ligue 2               | 2           | 0           | 0           | -                     | -                     | -                     | -         | -         | -         | 2     | 0     | 0     |
| Sous-total            | Sous-total               | Sous-total            | 98          | 5           | 3           | 5                     | 1                     | 0                     | 4         | 0         | 0         | 107   | 6     | 3     |
| 2020-2021             | US Quevilly-Rouen (prêt) | National              | 30          | 1           | 1           | 3                     | 0                     | 0                     | -         | -         | -         | 33    | 1     | 1     |
| Total sur la carrière | Total sur la carrière    | Total sur la carrière | 128         | 6           | 4           | 8                     | 1                     | 0                     | 4         | 0         | 0         | 140   | 7     | 4     |